# R.B. 3
Die R.B. 3 war eine Nassdampf-Tenderlokomotive, die 1908 mit der Baunummer 6854 von Borsig in Berlin für die norwegische Bahngesellschaft Rjukanbanen gebaut wurde.

## Geschichte
Rjukanbanen betrieb ein 1909 eröffnetes 46 km langes, im norwegischen Sprachgebrauch halböffentliches Streckennetz, das mit hohen Staatszuschüssen gebaut wurde. Neben den Vestfjorddalsbanen (die heutige Rjukanbane) und der Eisenbahnfährverbindung von Mæl über den Tinnsjø nach Tinnoset gehörte dazu die in Tinnoset beginnende Tinnosbane. Letztere wurde am 25. Juli 1913 von der Staatsbahngesellschaft Tinnoset–Porsgrunnbanen, die im Eigentum von Norges Statsbaner (NSB) und Norsk Hydros Tochtergesellschaft Norsk Transportaktieselskab (R.B.) stand, übernommen und seit dem 1. Juli 1920 von den NSB geführt.
Die Lokomotive wurde über die Firma L. H. Hagen & Co in Christiania für 14.390 Reichsmark beschafft und nach der Lieferung 1908 für den internen Güterzugbetrieb auf der Vestfjorddalsbane Mæl–Rjukan sowie nach Eröffnung der Tinnosbane nur noch auf dieser Strecke eingesetzt. Sie war mit einem Zusatzbehälter für Kohle ausgestattet.
1918 wurde die Lokomotive an die Norges Statsbaner ausgeliehen. Am 1. Oktober 1918 erhielt die Lokomotive die Betriebsnummer NSB 445.

## NSB Type 38a
Von 1918 bis 1920 war die NSB 445 als Baulokomotive auf der Dovrebane eingesetzt, ab 5. September 1919 wurde sie dem Distrikt Hamar offiziell als Rangierlokomotive zugewiesen. 
1921 wurde die Lokomotive in die Baureihe NSB Type 38a eingereiht und versah bis zu ihrer Abstellung 1925 Rangierdienste.
Ihre Reaktivierung erfolgte am 2. April 1936, als sie für den Verschubdienst in der Werkstätte Sundland in Drammen benötigt und dem Distrikt Drammen zugewiesen wurde. Dort verblieb sie bis zu ihrer erneuten Abstellung am 3. September 1955. Die Ausmusterung erfolgte am 8. März 1957, danach wurde sie verschrottet.